# Малая Мостья
Малая Мостья — река в России, протекает в Ухоловском районе Рязанской области. Левый приток Мостьи.

## География
Река Малая Мостья берёт начало у села Кензино. Течёт на север. Устье реки находится у села Покровское в 46 км по левому берегу реки Мостьи. Длина реки составляет 20 км. 

## Данные водного реестра
По данным государственного водного реестра России относится к Окскому бассейновому округу, водохозяйственный участок реки — Проня от истока и до устья, речной подбассейн реки — Бассейны притоков Оки до впадения Мокши. Речной бассейн реки — Ока.
По данным геоинформационной системы водохозяйственного районирования территории РФ, подготовленной Федеральным агентством водных ресурсов:
- Код водного объекта в государственном водном реестре — 09010102112110000025769
- Код по гидрологической изученности (ГИ) — 110002576
- Код бассейна — 09.01.01.021
- Номер тома по ГИ — 10
- Выпуск по ГИ — 0